# Lucas Petracchini
Lucas Petracchini (Ciudad de Salta, Provincia homónima, 16 de mayo de 1993) es un piloto argentino de automovilismo de velocidad. Inició su carrera deportiva en el ámbito zonal, compitiendo en el Turismo Promocional 1100 del Zonal del NOA, donde obtuvo un subcampeonato y el bicampeonato 2013-2014. Tras su paso por esta categoría, incursionó en el año 2014 en la divisional NOA de la Top Race. En 2016 debutó a nivel nacional compitiendo en la Clase 3 del Turismo Nacional, teniendo además una incursión en la divisional Junior de Top Race. Su carrera continuó en la Clase 3 del Turismo Pista, donde en la temporada 2021 conquistó su primer título nacional, al consagrarse campeón al comando de un Renault Clio II.

## Resumen de trayectoria
| Temporada | Categoría                    | Equipo              | Coches                 | Carreras | Victorias | Podios | Poles | VR    | Puntos      | Pos.        |
| --------- | ---------------------------- | ------------------- | ---------------------- | -------- | --------- | ------ | ----- | ----- | ----------- | ----------- |
| 2014      | Top Race NOA                 | Genérico            | Alfa Romeo 156         | 5        | 0         | 2      | 0     | 0     | 46.00       | 16.º        |
| 2016      | Clase 3 del Turismo Pista    | Benincasa Racing    | Ford Fiesta KD         | 10       | 0         | 1      | 0     | 0     | 83.50       | 16.º        |
| 2016      | Top Race Junior              | Genérico            | Mercedes CLA Junior    | 1        | 0         | 0      | 0     | 0     | 2.00        | 29.º        |
| 2017      | Clase 3 del Turismo Pista    | Benincasa Racing    | Ford Fiesta KD         | 3        | 0         | 0      | 0     | 0     | 38.50       | 26.º        |
| 2017      | Top Race Junior              | Petrasol Racing     | Mercedes CLA Junior    | 1        | 0         | 0      | 0     | 0     | 9.00        | 27.º        |
| 2017      | Top Race Junior              | Petrasol Racing     | Chevrolet Cruze Junior | 1        | 0         | 0      | 0     | 0     | 9.00        | 27.º        |
| 2018      | Clase 3 del Turismo Pista    | Benincasa Racing    | Ford Fiesta KD         | 10       | 0         | 1      | 0     | 0     | 154.50      | 8.º         |
| 2019      | Clase 3 del Turismo Pista    | Benincasa Racing    | Ford Fiesta KD         | 5        | 0         | 0      | 0     | 0     | 117.00      | 12.º        |
| 2019      | Clase 3 del Turismo Pista    | Oliverio Racing     | Renault Clio II        | 4        | 0         | 0      | 0     | 0     | 117.00      | 12.º        |
| 2019      | Clase 3 del Turismo Pista    | Oliverio Racing     | Toyota Etios           | 1        | 0         | 0      | 0     | 0     | 117.00      | 12.º        |
| 2020      | Clase 3 del Turismo Pista    | Oliverio Racing     | Toyota Etios           | 2        | 0         | 0      | 0     | 0     | 71.00       | 16.º        |
| 2020      | Clase 3 del Turismo Pista    | Oliverio Racing     | Renault Clio II        | 8        | 0         | 1      | 0     | 0     | 71.00       | 16.º        |
| 2021      | Clase 3 del Turismo Pista    | Oliverio Racing     | Renault Clio II        | 10       | 3         | 5      | 0     | 0     | 220.50      | 1.º         |
| 2022      | Clase 3 del Turismo Pista    | Oliverio Racing     | Renault Clio II        | 10       | 2         | 3      | 0     | 0     | 201.50      | 4.º         |
| 2022      | Clase 2 del Turismo Nacional | Giacone Competición | Toyota Etios           | 1        | 0         | 0      | 0     | 0     | 0.00        | 45.º        |
| 2023      | Clase 2 del Turismo Nacional | GR Competición      | Toyota Etios           | 12       | 0         | 3      | 0     | 0     | 178         | 6.º         |
| 2023      | Clase 3 del Turismo Pista    | Oliverio Racing     | Toyota Etios           | 1        | 0         | 0      | 0     | 0     | 0           | Inv.        |
| 2024      | Clase 2 del Turismo Nacional | GR Competición      | Toyota Etios           | 7        | 0         | 0      | 0     | 0     | 124         | 16.º        |
| 2024      | Clase 2 del Turismo Nacional | Procacitto Racing   | Volkswagen Gol Trend   | 4        | 0         | 0      | 0     | 0     | 124         | 16.º        |
| 2025      | Clase 3 del Turismo Pista    | Yiyo Competición    | Toyota Etios           | 3        | 0         | 0      | 0     | 0     | Por definir | Por definir |
| Fuente:   | [ 6 ]                        | [ 6 ]               | [ 6 ]                  | [ 6 ]    | [ 6 ]     | [ 6 ]  | [ 6 ] | [ 6 ] | [ 6 ]       | [ 6 ]       |

## Resultados

### Top Race
| Temporada | Categoría       | Vehículo               | Equipo          | Posición final     |
| --------- | --------------- | ---------------------- | --------------- | ------------------ |
| 2014      | Top Race NOA    | Alfa Romeo 156         | Genérico        | 16º (46.00 puntos) |
| 2016      | Top Race Junior | Mercedes CLA Junior    | Genérico        | 30.º (2.00 puntos) |
| 2017      | Top Race Junior | Mercedes CLA Junior    | Petrasol Racing | 27º (9.00 puntos)  |
| 2017      | Top Race Junior | Chevrolet Cruze Junior | Petrasol Racing | 27º (9.00 puntos)  |

## Palmarés
| Título  | Categoría                 | Marca           | Año  |
| ------- | ------------------------- | --------------- | ---- |
| Campeón | TP 1100 Zonal del NOA     | Fiat 128        | 2013 |
| Campeón | TP 1100 Zonal del NOA     | Fiat 128        | 2014 |
| Campeón | Clase 3 del Turismo Pista | Renault Clio II | 2021 |